# Jean-Pierre Boyer

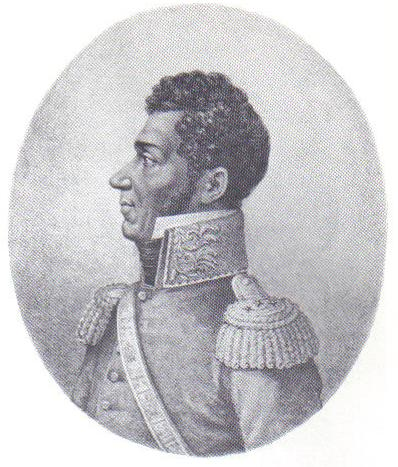
Jean-Pierre Boyer

Jean Pierre Boyer (15 tháng 2 năm 1776- 19 tháng 7 năm 1850), một người lính, tổng thống Haiti từ năm 1818-1843. Ông sinh ra tại Port-au-Prince trong một gia đình lai da trắng và da đen, được giáo dục ở Pháp. Ông đã chống lại ách đô hộ Anh quốc ở Hispaniola năm 1794 và năm 1802 đã gia nhập quân Pháp phái đến đàn áp phe nổi dậy chống Pháp do nhà cách mạng Haiti François Dominique Toussaint Louverture lãnh đạo. Ông đã sát cánh cùng Toussaint L'Ouverture và sau đó là gia nhập cùng André Rigaud chiến đấu chống lại Toussaint. Ông trở lại Haiti năm 1802 cùng với quân đội Pháp do Charles Leclerc chỉ huy nhưng sau đó lại gia nhập quân của những người đồng hương dưới sự lãnh đạo của Alexandre Pétion, người chọn ông làm người kế vị.
Ông đã tham gia và đội quân của tướng Alexandre Sabès Pétion và Henri Christophe lật đổ nhà độc tài Jean-Jacques Dessalines sau cái chết của Pétion năm 1818, Boyer trở thành tổng thống của vùng phía nam đất nước. Năm 1820, sau cái chết của Christophe, ông đã thống nhất quốc gia và trở thành tổng thống Haiti. Năm 1825, Boyer đồng ý trả Pháp một khoản tiền bồi thường lớn để đổi lấy sự công nhận chính thức quyền độc lập của Haiti. Để có tiền làm việc này, ông đã nâng cao mức thuế. Chính điều này đã gây bất bình của dân chúng và dẫn đến việc lật đổ ông vào năm 1843, ông phải chạy ra nước ngoài lưu vong.